# Dinómenes de Gela
Dinómenes (ou Dinômenes, Deinomenes) (n. cerca de 555 a.C. ) foi pai de Gelão I, Hierão I e Trasíbulo, três tiranos de Siracusa. De acordo com Xenágoras, seu pai se chamava Molosso.
Segundo Plutarco, Dinómenes, da Sicília, consultou a Pítia sobre seus filhos, e o deus  respondeu que os três reinariam como tiranos. Dinômenes respondeu, pior para eles, ao que o deus retrucou isto também. De fato, Gelão sofria de edema, Hierão de cálculo renal e Trasíbulo teve seu reinado conturbado por revoluções e guerras, e logo perdeu a tirania.
De acordo com Heródoto, os ancestrais de Gelão, filho de Deinomenes, vieram da ilha de Telos, localizada próxima de Trophion, e quando Gela foi fundada pelos líndios de Rodes e por Antiphemos, este ancestral  foi junto. Um de seus descendentes, chamado Telines, se tornou sacerdote da deusa da Terra, e o cargo continuou para seus descendentes. Dinómenes era descendente de Telines, assim como seu filho Gelão.